# The A-Bones
The A-Bones é uma banda de garage rock estadunidense de Brooklyn, Nova Iorque.

## História
A banda foi formada em 1984 por Billy Miller e Miriam Linna, que tinham sido, anteriormente, os editores 'de Kicks', um jornal de cultura pop, e os fundadores da 'Norton Records'. A banda, que tem o mesmo nome de uma música do The Trashmen, era formada ainda por Mike Mariconda, Mike Lewis (um membro fundador de Boston's Lyres e Hoboken's Yo La Tengo), Bruce Bennet, Marcus "The Carcass Natale e Lars Espensen. Miller, Linna, Bennet, Natale e Espensen tocaram na maior parte das gravações e tours da banda. Além de gravar três álbuns, dois EP, e aproximadamente uma dúzia de 45's, o A-Bones também tocou como banda de apoio para apresentações de Hasil Adkins, Ronnie Dawson, Cordell Jackson, Flamin' Groovies, Roy Loney e muitos outros. Apesar do fim da banda em 1994, o A-Bones se reuniu em 2004 e continuou a se apresentar em eventos esporádicos nos EUA e na Europa, frequentemente tendo como adição na formação principal Ira Kaplan do Yo La Tengo no teclado.

## Discografia

### Álbuns principais
- The Life of Riley (1991)
- I Was a Teenage Mummy (1992)
- Music Minus Five (1993)
- Crash the Party (1996)

### Compilações
- Daddy Wants a Cold Beer and Other Million Sellers (2004)
- I Hate CD's: Norton Records 45 RPM Singles Collection Vol. 1 (2007)